# Astragalus guttatus
Astragalus guttatus es una especie de planta del género Astragalus, de la familia de las leguminosas, orden Fabales.

## Distribución
Astragalus guttatus se distribuye por Crimea, Ucrania, Turquía, Irán, Cáucaso, Azerbaiyán, Georgia, Kazajistán, Uzbekistán, Turkmenistán, Armenia, Turquía, Irán, Siria, Israel, Jordania, Irak, Líbano y Palestina.

## Taxonomía
Fue descrita científicamente por Banks & Solander. Fue publicada en Nat. Hist. Aleppo, ed. 2 [A. Russell] 2: 260 (1794).